# Saint-Fromond
Saint-Fromond és un municipi francès situat al departament de la Manche i a la regió de Normandia. L'any 2007 tenia 710 habitants.

## Demografia

### Població
El 2007 la població de fet de Saint-Fromond era de 710 persones. Hi havia 275 famílies de les quals 64 eren unipersonals (30 homes vivint sols i 34 dones vivint soles), 83 parelles sense fills, 102 parelles amb fills i 26 famílies monoparentals amb fills.
La població ha evolucionat segons el següent gràfic:
Habitants censats

### Habitatges
El 2007 hi havia 316 habitatges, 279 eren l'habitatge principal de la família, 13 eren segones residències i 24 estaven desocupats. 311 eren cases i 4 eren apartaments. Dels 279 habitatges principals, 178 estaven ocupats pels seus propietaris i 101 estaven llogats i ocupats pels llogaters; 9 tenien dues cambres, 44 en tenien tres, 79 en tenien quatre i 147 en tenien cinc o més. 228 habitatges disposaven pel capbaix d'una plaça de pàrquing. A 119 habitatges hi havia un automòbil i a 128 n'hi havia dos o més.

### Piràmide de població
La piràmide de població per edats i sexe el 2009 era:
| Homes | Edats   | Dones |
| ----- | ------- | ----- |
| 0     | 95 o +  | 0     |
| 0     | 90 a 94 | 0     |
| 8     | 85 a 89 | 0     |
| 4     | 80 a 84 | 8     |
| 8     | 75 a 79 | 20    |
| 16    | 70 a 74 | 20    |
| 16    | 65 a 69 | 32    |
| 28    | 60 a 64 | 16    |
| 20    | 55 a 59 | 20    |
| 20    | 50 a 54 | 8     |
| 28    | 45 a 49 | 36    |
| 28    | 40 a 44 | 12    |
| 32    | 35 a 39 | 12    |
| 20    | 30 a 34 | 16    |
| 8     | 25 a 29 | 20    |
| 16    | 20 a 24 | 16    |
| 12    | 15 a 19 | 32    |
| 20    | 10 a 14 | 20    |
| 20    | 5 a 9   | 20    |
| 8     | 0 a 4   | 12    |

## Economia
El 2007 la població en edat de treballar era de 421 persones, 300 eren actives i 121 eren inactives. De les 300 persones actives 266 estaven ocupades (140 homes i 126 dones) i 34 estaven aturades (15 homes i 19 dones). De les 121 persones inactives 60 estaven jubilades, 26 estaven estudiant i 35 estaven classificades com a «altres inactius».

### Ingressos
El 2009 a Saint-Fromond hi havia 289 unitats fiscals que integraven 737 persones, la mediana anual d'ingressos fiscals per persona era de 14.478 €.

### Activitats econòmiques
Dels 21 establiments que hi havia el 2007, 1 era d'una empresa extractiva, 2 d'empreses de fabricació d'altres productes industrials, 2 d'empreses de construcció, 9 d'empreses de comerç i reparació d'automòbils, 3 d'empreses d'hostatgeria i restauració, 2 d'empreses financeres, 1 d'una empresa de serveis i 1 d'una entitat de l'administració pública.
Dels 7 establiments de servei als particulars que hi havia el 2009, 1 era una oficina bancària, 2 tallers de reparació d'automòbils i de material agrícola, 1 guixaire pintor, 1 fusteria, 1 veterinari i 1 restaurant.
Dels 2 establiments comercials que hi havia el 2009, 1 era una fleca i 1 una botiga de material de revestiment de parets i terra.
L'any 2000 a Saint-Fromond hi havia 24 explotacions agrícoles que ocupaven un total de 1.050 hectàrees.

## Equipaments sanitaris i escolars
L'únic equipament sanitari que hi havia el 2009 era una farmàcia.
El 2009 hi havia una escola elemental integrada dins d'un grup escolar amb les comunes properes formant una escola dispersa.

## Poblacions més properes
El següent diagrama mostra les poblacions més properes.